# Alfredo Pacini
Alfredo Kardinal Pacini (* 10. Februar 1888 in Capannori, Provinz Lucca, Italien; † 23. Dezember 1967 in Rom) war ein vatikanischer Diplomat.

## Leben
Alfredo Pacini erhielt seine philosophische und theologische Ausbildung im Priesterseminar von Lucca. Er empfing am 26. Juli 1913 das Sakrament der Priesterweihe und arbeitete anschließend als Gemeindeseelsorger und Dozent im Erzbistum Lucca. In den Jahren 1915 bis 1918 nahm er als Feldgeistlicher am Ersten Weltkrieg teil. 1924 verlieh ihm Papst Pius XI. den Titel eines Päpstlichen Geheimkämmerers und ernannte ihn zum Sekretär der Apostolischen Nuntiatur in Jugoslawien. Von 1933 bis 1944 arbeitete Alfredo Pacini für die Apostolische Nuntiatur in Polen, von 1944 bis 1946 war er Berater der Apostolischen Nuntiatur in Frankreich.
1946 ernannte ihn Papst Pius XII. zum Apostolischen Nuntius in Haiti und Santo Domingo sowie zum Titularerzbischof von Germia. Die Bischofsweihe empfing Alfredo Pacini durch Angelo Giuseppe Roncalli, den damaligen Apostolischen Nuntius in Frankreich und späteren Papst Johannes XXIII.; Mitkonsekratoren waren Louis Le Hunsec CSSp, Titularerzbischof von Marcianopolis und Generalsuperior der Spiritaner, und Stanislas Courbe, Weihbischof in Paris. Von 1949 bis 1960 vertrat Alfredo Pacini als Apostolischer Nuntius den Heiligen Stuhl in Uruguay; 1960 wurde er Nuntius in der Schweiz. Er nahm in den Jahren 1962 bis 1965 am Zweiten Vatikanischen Konzil teil. 1967 nahm ihn Papst Paul VI. als Kardinaldiakon mit der Titeldiakonie Santi Angeli Custodi a Città Giardino in das Kardinalskollegium auf.
Alfredo Kardinal Pacini starb am 23. Dezember 1967 in Rom und wurde in Campannori beigesetzt.